# Dennis Chambers
Dennis Chambers (ur. 9 maja 1959) – amerykański perkusista. Naukę gry na instrumencie rozpoczął w wieku czterech lat. Chambers współpracował z takimi wykonawcami jak John Scofield, Carl Filipiak, Steely Dan, Parliament/Funkadelic, John McLaughlin, Mike Stern, CAB, Greg Howe, Santana, Victor Wooten, Biréli Lagrène, Randy Brecker, Michael Brecker oraz Dominique Di Piazza.

## Wybrana dyskografia

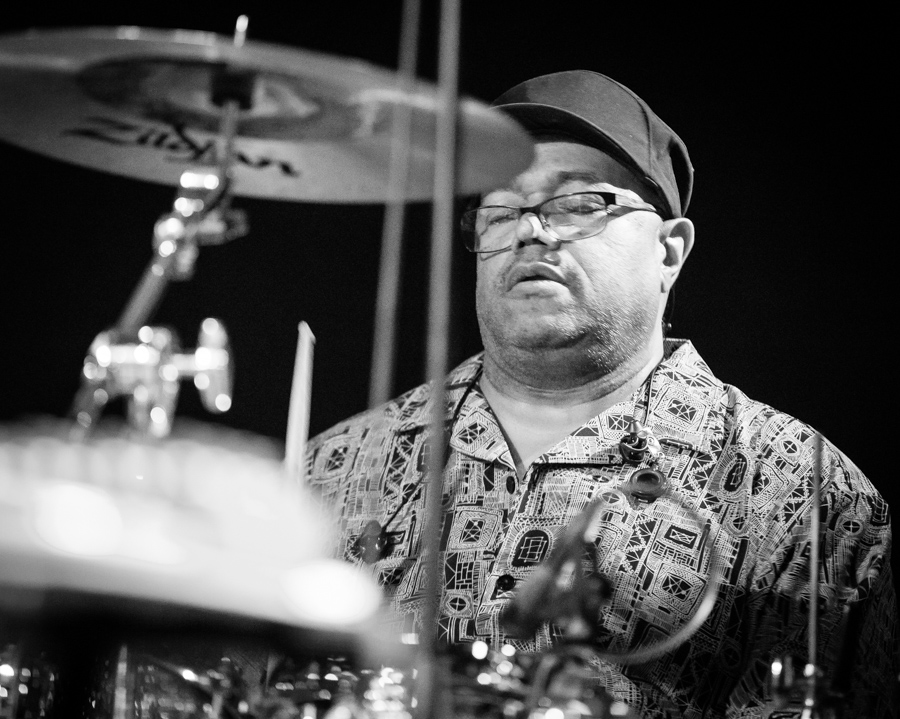
Chambers, Kongsberg Jazzfestival 2017

| - 1986 John Scofield - Blue Matter - 1987 John Scofield - Pick Hits - 1988 Bob Berg - Cycles - 1988 John Scofield - Loud Jazz - 1988 Leni Stern - Secrets - 1990 Bob Berg - In The Shadows - 1991 Bob Berg - Back Roads - 1991 Gary Thomas - Kold Kage |  | - 1993 Leni Stern - Like One - 1995 Steely Dan - Alive in America - 1997 John McLaughlin, Gary Thomas - The Heart of Things - 1997 Gary Willis - No Sweat - 1999 Victor Bailey - Low Blow - 2000 John McLaughlin - The Heart Of Things / Live In Paris - 2002 Dennis Chambers - Outbreak |

## Wideografia
- Dennis Chambers Master Drummer (DVD, 2010, Secrets of the Pros)

## Publikacje
- Dennis Chambers Serious Moves, 1992, Alfred Publishing, ISBN 978-0-7692-4802-8
- Dennis Chambers In the Pocket, 1993, Alfred Publishing, ISBN 978-0-7579-0007-5

## Instrumentarium
| Bębny Pearl Reference Series - 22"x16" bass drum - 10"x8" tom tom - 12"x8" tom tom - 13"x9" tom tom - 14"x14" floor tom - 16"x16" floor tom - 18"x16" floor tom - 20"x14" gong bass drum - 14"x6.5" Dennis Chambers Signature Snare Drum |  | Osprzęt Pearl - DR501 ICON front rack - PCX100 clamp x 4 - B1000 boom stand x 4 - S2000 snare stand - P2002C double pedal - H2000 hi hat stand - TH2000S tom holder x 3 - D1000 drum throne - CLH100 closed hi hat holder - AX25L adapter |  | Talerze Zildjan - 16" K Custom Dark Crash - 14" Mastersound Hi-Hats - 18" K Custom Dark Crash - 22" Custom Ride - 17" K Custom Dark Crash - 12" Special Recording Hi-Hats - 20" K Prototype China |  | Inne - Zildjan Dennis Chambers Artist Series Drumstick - Zildjan Dennis Chambers Drumstick Bag - Zildjan Dennis Chambers Artist Series Nylon Drumstick - Zildjan Dennis Chambers DC Double Stick Mallet |